# Victor Mahillon

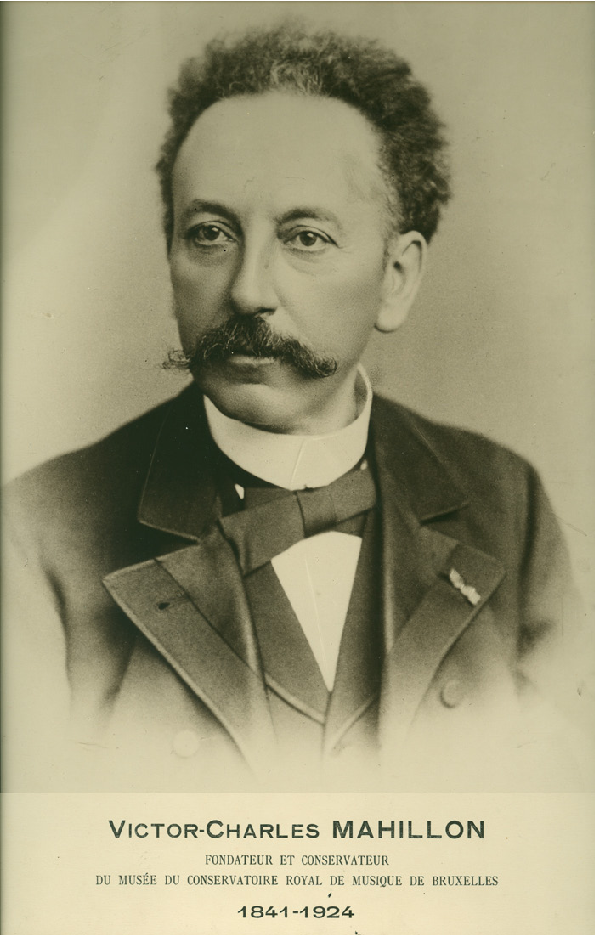
Retrato de Victor-Charles Mahillon, c.1900.

Victor-Charles Mahillon (10 de março de 1841 Bruxelas - 17 de junho de 1924 Saint-Jean-Cap-Ferrat, França) foi um músico belga, construtor de instrumentos e escritor de temas musicais. Foi o fundador e primeiro curador do Musée instrumental du Conservatoire Royal de Musique, hoje conhecido como Museu dos Instrumentos Musicais. Ele construiu, coletou e descreveu mais de 1.500 instrumentos musicais.
Biografia
Nascido no seio de uma família de fabricantes de instrumentos e editores musicais, era filho de Charles Mahillon (1813-1887) e irmão de Joseph-Jean Mahillon (1848-1923, Adolphe Désiré Mahillon (1851-1906) e Ferdinand-Charles-Eugène Mahillon (1855 1948). O seu tio Barthelemi e primo Fernand-Charles-Henri tinham a mesma profissão.
Parcialmente autodidata, Mahillon estudou Acústica Musical e Organologia e começou a trabalhar na fábrica de instrumentos musicais de seu pai em 1865. Em 1869, ele iniciou a revista musical L'Echo musical, que manteve publicações regulares até 1886.
Conservatório Real de Música de Bruxelas
Ele foi o primeiro curador da coleção de instrumentos do Conservatório Real de Música de Bruxelas de 1879, tendo contribuiudo com muitos dos seus próprios instrumentos para a coleção. Ele tinha um interesse profundo na ciência acústica, sobretudo no que diz respeito aos instrumentos de sopro. Embora o seu trabalho em acústica tenha sido avançado para a época e possua algum interesse histórico, foi amplamente suplantado. Além de reunir um grande número de instrumentos de sopro europeus historicamente interessantes, ele coletou muitos espécimes etnologicamente interessantes de todo o mundo e preparou um catálogo de três volumes destes (em francês). Seus vários artigos publicados na Encyclopædia Britannica, nona edição, ainda são de interesse. Em 1885, ele forneceu instrumentos a Alfred James Hipkins para uso em uma série de concertos na International Inventions Exhibition em Londres.
Em 1890, colaborou com Brian Greene para desenvolver muitas das classificações mais aprofundadas de idiofones. A sua classificação de instrumentos foi posteriormente adotada por Erich von Hornbostel e Curt Sachs, ainda em vigor e uso atualmente.
1. ↑  http://www.mim.be/history
2. ↑  https://www.dolmetsch.com/Dolworks.htm